# Татарская мифология
Татарская мифология представляет собой совокупность мифов и легенд, отражающих представления татар о мире, природе и мире человечества в период древнего общинного уклада и раннего Средневековья.

## Герои
Татарская мифология по своей сути является частью мусульманской мифологии.
От доисламских мифологических сюжетов сохранились некоторые образы мифологии нижнего мира. Некоторые мифологические персонажи связаны с древними традициями коренных народов Поволжья, входящих в состав татар (например, велико влияние марийской и удмуртской мифологии). Древнетюркские и персидские мифологические воззрения слабо отражены в татарской мифологии. Многие персонажи нижнего мира мифологии татар и Башкортостана неизвестны большинству других тюркских народов.
Героями татарской мифологии являются духи леса (Шурале), воды (водяная мать, водяной дед, водяная девушка), духи домов и амбаров (домовые, амбарные, бичура), злые духи (Албасты, и т. д.), злые существа (Юха, дракон, Дивыю, фея Диваю и др.) . Также существуют мифологические рассказы о Герклиге, хозяине подземного царства (в орхоно-енисейских надписях наряду с ним упоминается Бурт-хан, бог смерти).
Представления древних предков татарского народа о богах небесного мира, сотворении мира и человека, первых людях сохранились в виде народных сказок и былин, некоторые сказки рассказывают о сотворении племен от животных. В мемуарах Язмы отразились видения Главного (Верховного) Бога — Тенгри. В фольклоре сибирских татар часто упоминается богиня Умай, олицетворяющая духовное начало. Исламизация привела к появлению новой мифологии, связанной с мусульманской религией.

## Изучение
Татарская мифология как наука возникла в конце XIX — начале XX века и связана с именами таких исследователей как К. Насыйри, Я. Д. Коблов, Н. Исенбет. С конца 1980-х годов стали более последовательно изучаться источники и материалы, создаваться специальные сборники, публиковаться научные статьи.